# 攝影所前車站
攝影所前站（日语：／ Satsueisho-mae eki */?）是位於京都府京都市右京區，屬於京福電氣鐵道北野線的鐵路車站。車站編號為B1。

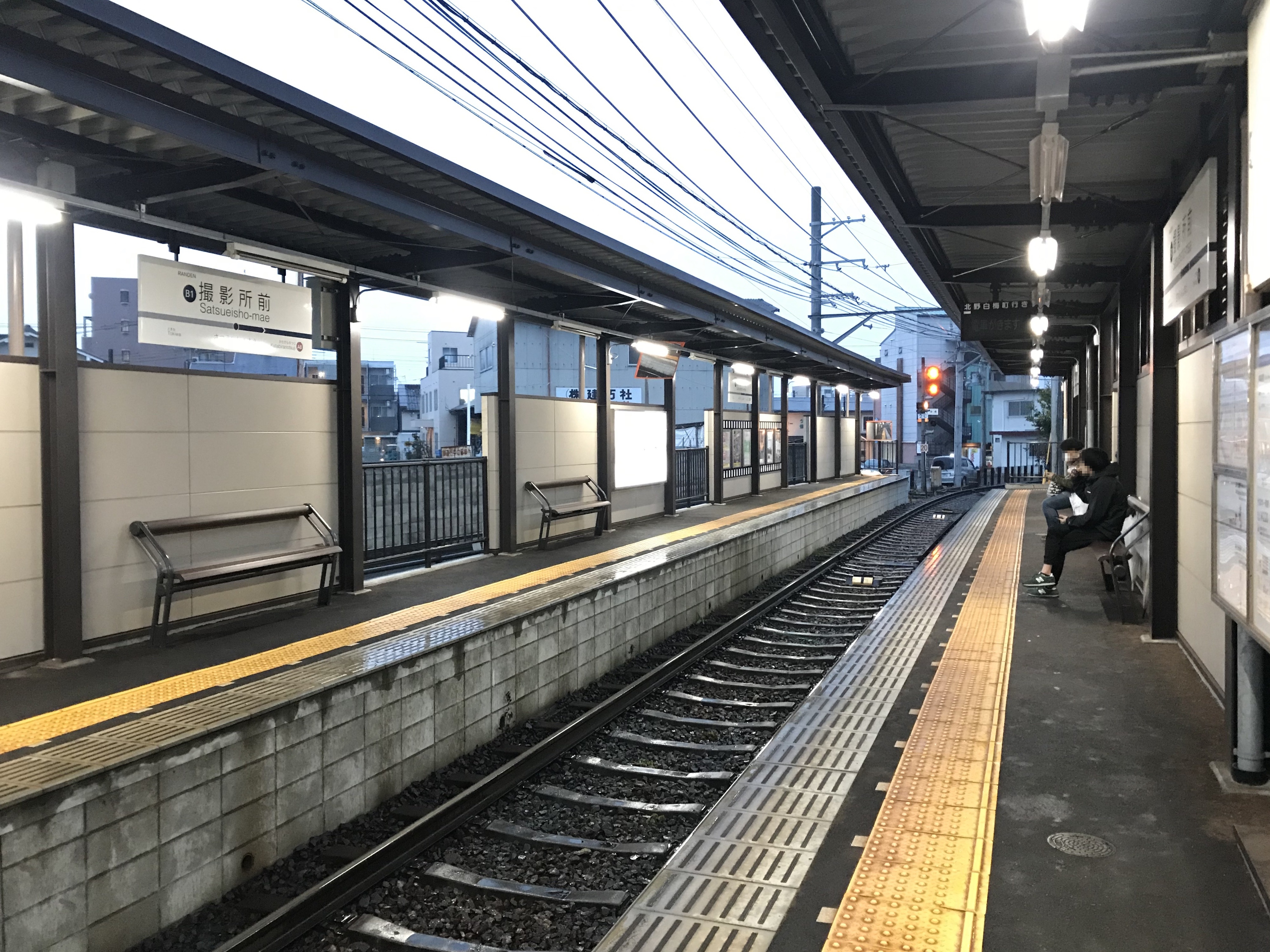
月台（2019年2月）

## 歷史
本站是為紀念北野線全線開通90周年，及提升轉乘JR嵯峨野線（山陰本線）太秦站的便利性而設置的車站。本站座落的太秦地區為東映京都攝影所的所在地。該地作為佔有日本電影產業一席之地的地域，故以此作為本站的站名。
- 2016年（平成28年）
  - 3月30日 - 舉行紀念儀式[4]。
  - 4月1日 - 開業[2]。

## 車站構造

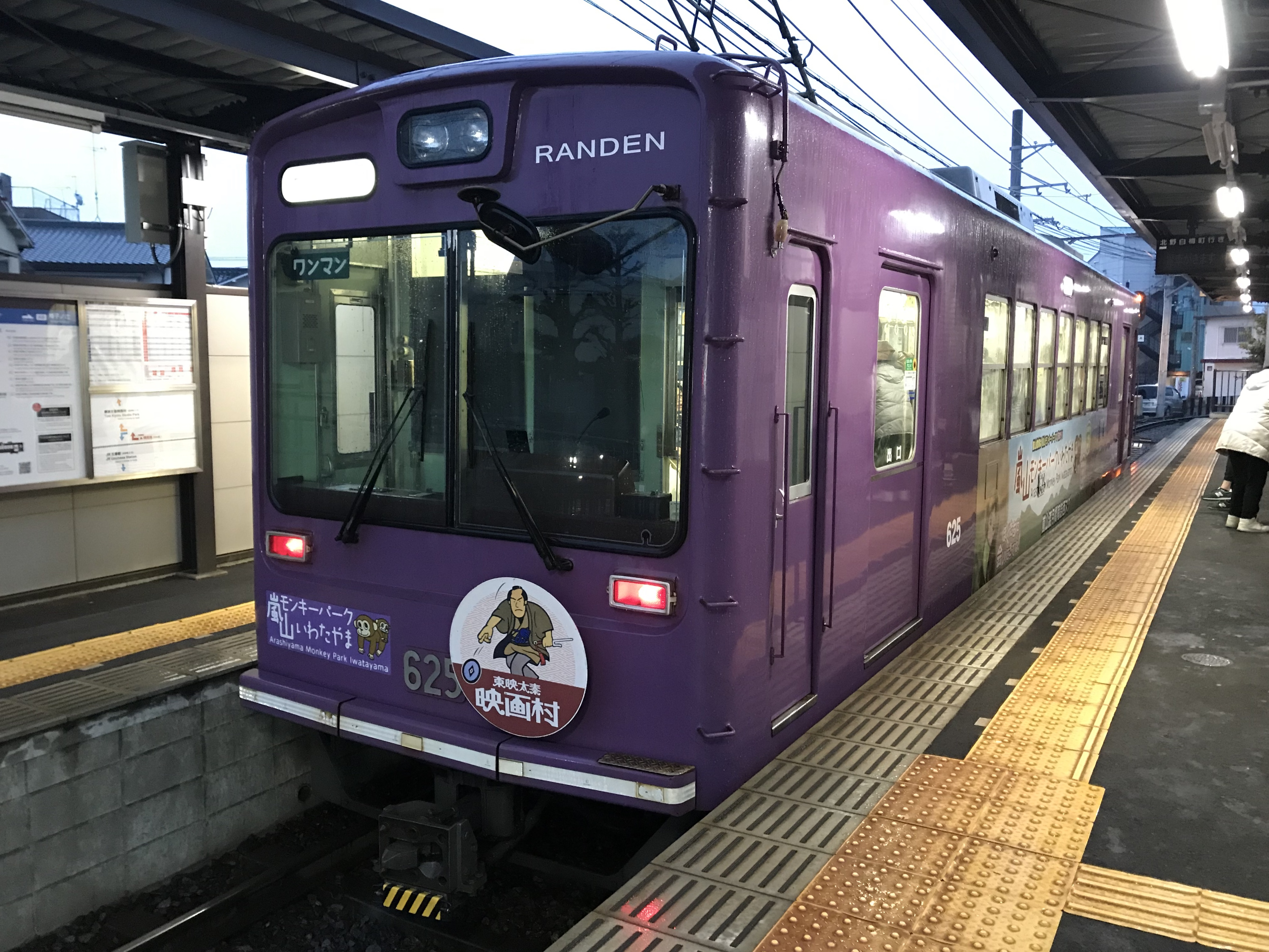
停車中的列車。只會開啟行進方向左側的門。

本站為側式月台2面1線的地面車站。列車行進時只會開啟行進方向左側的車門。

## 車站周邊
- 東映京都攝影所（日语：東映京都撮影所）
- 東映太秦映畫村
- JR嵯峨野線（山陰本線）太秦站

## 相鄰車站
京福電氣鐵道
 北野線
常盤（B2）－攝影所前（B1）－帷子之辻（A8）

## 外部連結
- 攝影所前站 （页面存档备份，存于） - 京福電氣鐵道